# Glass no Kamen
Glass no Kamen (japanisch ガラスの仮面, Garasu no Kamen) ist eine Mangaserie von Suzue Miuchi, die in Japan seit 1976 erscheint. Die Shōjo-Serie ist in die Genres Drama, Romantik und Comedy einzuordnen und wurde seit 1984 mehrfach als Anime umgesetzt. International wurde die Serie unter anderem als Glass Mask oder Mask of Glass bekannt. die Geschichte handelt von der Schauspielkarriere eines jungen Mädchens und gehört zu den meistverkauften Shōjo-Mangas in Japan.

## Inhalt
Die Geschichte folgt dem Mädchen Maya Kitajima (北島 マヤ), die im Alter von 13 Jahren für das Theater entdeckt wird und die Schauspielkarriere mit Begeisterung verfolgt. Die früher sehr erfolgreiche Schauspielerin Chigusa Tsukikage (月影 千草) entdeckte ihr Talent und fördert Maya nun. Zu Mayas ständiger Rivalin wird Ayumi Himekawa (姫川 亜弓), die Tochter zweier berühmter Schauspieler. Während Maya aus einfachen Verhältnissen kommt, schon früh ihren Vater verloren hat und von ihrer Mutter keine Unterstützung erfährt, wird Ayumi von vielen als Schönheit und Naturtalent angesehen. So muss sich Maya, die weder in den schulischen Leistungen noch mit der Schönheit Ayumis mithalten kann, mit ihrem Fleiß und ihrer Leidenschaft für die Schauspielerei gegen ihre Rivalin behaupten. Beider Ziel ist die Hauptrolle im legendären Theaterstück Kurenai Tennyo. In der Entwicklung ihrer Karrieren geraten beide in das Geflecht aus Beziehungen der Menschen am und ums Theater, darunter der junge Unternehmer Masumi Hayami (速水 真澄), der Maya stets kühl begegnet, heimlich jedoch ihr größter Fan und Unterstützer ist.

## Veröffentlichung
Der Manga erscheint seit Januar 1976 im Magazin Hana to Yume im Verlag Hakusensha. Dieser bringt die Kapitel auch gesammelt in bisher 49 Bänden heraus. Der letzte Band erschien 2012. Seit 2013 ist die Veröffentlichung unterbrochen, aber noch nicht abgeschlossen. An einem Ende wird laut Suzue Miuchi weiterhin gearbeitet. Eine italienische Übersetzung wird von Edizioni Star Comics herausgegeben und eine chinesische von Tong Li Publishing in Taiwan.

## Anime-Adaptionen
Zum Manga wurden mehrere Adaptionen als Anime produziert. Die erste davon war 1984 eine Fernsehserie, die im Studio Eiken unter der Regie von Gisaburō Sugii entstand. Das Charakterdesign entwarf Makoto Kuniyasu und die künstlerische Leitung lag bei Katsuyoshi Kanemura. Die Animationsregie führte Mitsuo Shindo und die verantwortlichen Produzenten waren Hidehiko Takei und Masanobu Shimoda. Die Musik der Serie wurde komponiert von Kazuo Otani. Das Vorspannlied ist Glass no Kamen (ガラスの仮面) von Mariko Ashibe und die Abspanne wurden unterlegt mit den Liedern Purple Light von Mariko Ashibe und Natsu no Biyaku (夏の媚薬) von Sister Q.
Die 23 Folgen der Serie wurden vom 9. April bis 27. September 1984 von NTV in Japan gezeigt. Diverse Sender zeigten den Anime später im französischen und im italienischen Fernsehen. Die italienische Fassung ist mittlerweile auch per Streaming veröffentlicht worden, ebenso wie eine Fassung mit portugiesischen und spanischen Untertiteln für Lateinamerika sowie eine englisch untertitelte Version.
Im Jahr 1998 erschien zum Manga dann ein dreiteiliger Anime als Original Video Animation. Bei der Produktion von Tokyo Movie Shinsha führte Tsuneo Kobayashi Regie, die Drehbücher schrieben Nobuaki Kishima, Tomoko Konparu und Yoshiyuki Suga. Das Charakterdesign entwarfen Masako Gotō und Satoshi Hirayama, die künstlerische Leitung lag bei Hiroyuki Mitsumoto. Die Musik komponierte Tamiya Terashima und die Produzenten waren Kenji Mizunuma und Tadahito Matsumoto. Der Anime wurde im spanischen Fernsehen gezeigt und auch ins Italienische und Chinesische übersetzt.
Eine neue Fernsehserie entstand 2005, erneut bei Tokyo Movie Shinsha. Regie führte Mamoru Hamatsu und Hauptautor war Toshimichi Saeki. Das Charakterdesign entwarf Satoshi Hirayama und die künstlerische Leitung lag bei Shunichiro Yoshihara. Die verantwortlichen Produzenten waren Shinsaku Hatta und Tadahito Matsumoto. Die Musik komponierte Tamiya Terashima und die Serie erhielt zwei Vorspann- und vier Abspannlieder: Promise von Candy und Zero von Ikuta Aiko, sowie für die Abspanne:
- Yasashii Sayonara von Aina
- Step One von Sister Q
- Sunao ni Narenakute von Splash Candy
- Hello Hello ～another star～ von Core of Soul

Die 51 Folgen der Serie wurden vom 5. April 2005 bis 28. März 2006 von TV Tokyo ausgestrahlt. Es folgten Ausstrahlungen bei AT-X, TV Aichi und TV Ōsaka. International erschien eine englische und eine chinesische Fassung.
Im Jahr 2013 folgte eine 19-teilige, bei der Firma DLE mit Flash animierte Kurzserie unter dem Titel Glass no Kamen Desu ga (ガラスの仮面ですが), die online veröffentlicht wurde. Sie zeigt eine Parodie, in der die Charaktere als Schulgang neu interpretiert wurden. Zu dieser Serie kam im gleichen Jahr auch ein Film heraus: Glass no Kamen Desu ga Onna Spy no Koi! Murasaki no Bara wa Kiken na Kaori!? (ガラスの仮面ですが THE MOVIE 女スパイの恋! 紫のバラは危険な香り!?). Eine weitere Parodie mit 4-Minuten-Folgen kam dann 2016 heraus. Die vom gleichen Studio wie die Flash-Serien produzierten 13 Folgen liefen in Japan beim Sender Tokyo MX und wurden international von Crunchyroll per Streaming veröffentlicht.

## Synchronisation
| Rolle             | japanische Sprecher (Seiyū) 1984         | japanische Sprecher 1998 | japanische Sprecher 2005 |
| ----------------- | ---------------------------------------- | ------------------------ | ------------------------ |
| Maya Kitajima     | Masako Katsuki                           | Megumi Ogata             | Sanae Kobayashi          |
| Masumi Hayami     | Nachi Nozawa, Katsuji Mori (ab Folge 19) | Jūrōta Kosugi            | Toshiyuki Morikawa       |
| Rei Aoki          | Keiko Toda                               | Urara Takano             | Ayumi Kinoshita          |
| Ayumi Himekawa    | Minori Matsushima                        | Naoko Matsui             | Akiko Yajima             |
| Chigusa Tsukikage | Taeko Nakanishi                          | Keiko Toda               | Toshiko Fujita           |
| Yū Sakurakōji     | Yūji Mitsuya                             | Ryotaro Okiayu           | Jun Fukuyama             |
| Sayaka Minazuki   |                                          | Mayumi Iizuka            | Fumiko Orikasa           |
| Saeko Mizuki      |                                          | Saeko Shimazu            |                          |
| Hajime Onodera    |                                          | Yukimasa Kishino         |                          |
| Eisuke Hayamizu   |                                          |                          | Iemasa Kayumi            |
| Utako Himekawa    |                                          |                          | Masako Katsuki           |
| Taiko Kasuga      |                                          |                          | Megumi Toyoguchi         |
| Haru Kitajima     |                                          |                          | Tomoko Munakata          |
| Mina Sawatari     |                                          |                          | Yōko Honna               |

## Dorama
Eine Realverfilmung der bis dahin erschienenen Bände als Dorama wurde in den Jahren 1997 bis 1999 von TV Asahi gezeigt.

## Bühnen-Adaption
Im Laufe der Zeit wurden mehrere Adaptionen des Mangas auf verschiedenen Bühnen aufgeführt. Darunter auch eine Nō-Vorführung, die ein in der Geschichte behandeltes Nō-Stück aufgreift und umgesetzt hat. Zuletzt wurde im September 2016 ein Theaterstück zum Manga gezeigt. Die Vorführungen fanden im Shochiku-za in Osaka und im Shinbashi Enbujō in Tokio statt.

## Verkaufszahlen
Die Mangaserie gehört zu den am besten verkauften Serien in Japan, insbesondere in der Shōjo-Sparte, wo Glass no Kamen mit insgesamt über 50 Millionen verkauften Bänden auf Platz 2 der erfolgreichsten Serien steht. So verkaufen sich neue Bände mehrere 100.000 Mal in den ersten Wochen nach Veröffentlichung.